# Borough Briggs
Das Borough Briggs ist ein Fußballstadion in der schottischen Stadt Elgin, Moray. Die Anlage ist seit 1921 Eigentum und Heimspielstätte des Fußballvereins Elgin City, und gilt als das nördlichste Fußballstadion in Großbritannien. Es hat eine Kapazität von 4520 Plätzen, davon 478 Sitzplätze.

## Geschichte
Der im Jahr 1893 durch den Zusammenschluss der Elgin Rovers (gegründet 1887) und des FC Vale of Lossie (gegründet 1888), entstandene Elgin City Football Club spielte bis zum Jahr 1921 im Cooper Park. Die neue Sportstätte an der Borough Briggs Road wurde am 20. August 1921 eröffnet, als Elgin City in der Highland Football League spielte. Es befindet sich in unmittelbarer Nähe zum Fluss Lossie und der A941 road.
Auf einer Seite des Geländes befindet sich eine überdachte Haupttribüne, die sich über die Hälfte des Spielfelds erstreckt. Alle 478 Sitzplätze des Stadions befinden sich auf dieser. Die Sitzschalen kommen aus dem zu dieser Zeit in der Renovierung befindlichen St. James’ Park von Newcastle United. Elgin City wurde im Jahr 2000 in die Scottish Football League gewählt, wodurch es nötig wurde an Sitzschalen zu kommen. Auf der Gegengerade befindet sich ein überdachter Stehplatzbereich, der zwischen Heim- und Auswärtsfans aufgeteilt wird. Das Stadion hat insgesamt acht Flutlichter, wovon auf jeder Seite des Spielfelds vier vorhanden sind. Die Stützpfeiler der Flutlichtanlagen auf der Gegengerade gehen durch das Tribünendach und behindern teilweise die Sicht der Zuschauer auf das Spielgeschehen.

## Galerie

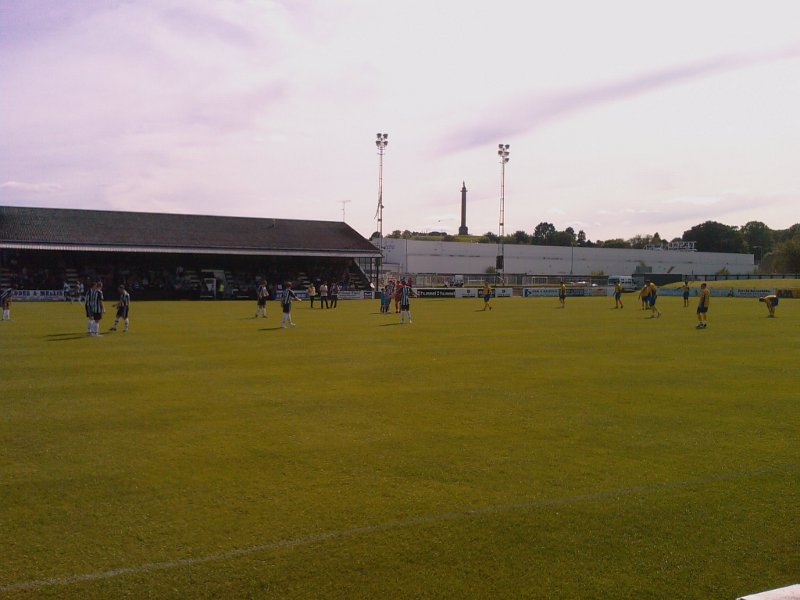
Haupttribüne
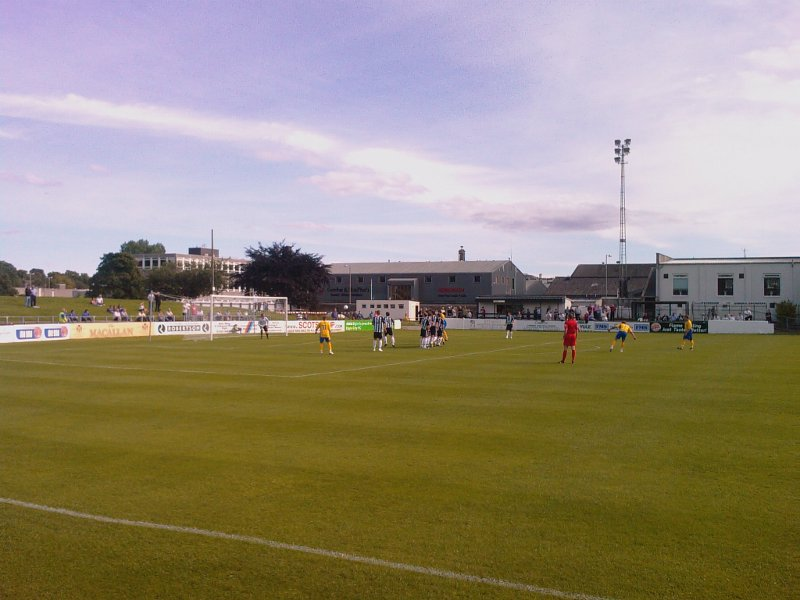
Gegengerade
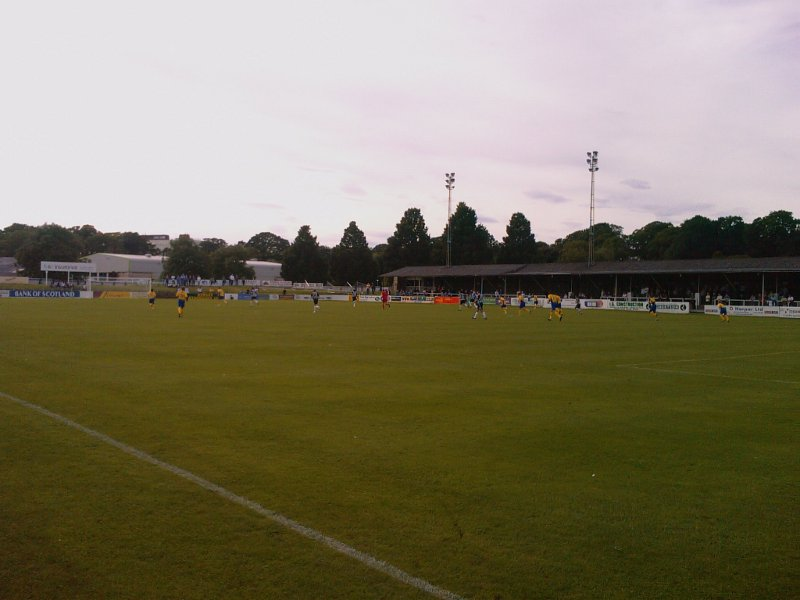
Spielfeld